# Láng Annamária
Láng Annamária (Mátészalka, 1975 –) Jászai Mari-díjas magyar színésznő.

## Életpályája
1975-ben született Mátészalkán. A középiskolát egy helyi iskolában kezdte, a budapesti Vörösmarty Mihály Gimnáziumban érettségizett, majd a Budapesti Tanítóképző Főiskola magyar-tanító szakán tanult. 1992–1994 között a Kerekasztal Színházi Társulat tagja. 1994–1996 között az Új Színház stúdiójának tanulójaként szerepelt a színház előadásaiban. 1999-ben színész I. minősítést kapott. 1995–2008 között a Krétakör Színház társulatának tagja volt, 2008–2010 között szabadúszóként dolgozott. 2010–2011-ben a Vígszínházban szerepelt, majd 2011-től ismét szabadúszó lett. Korábban is rendszeresen szerepelt külföldön is. 2019-től a bécsi Burgtheater tagja lett, annak ellenére, hogy erős magyar akcentussal beszélt németül.

### Magánélete
Korábban 6 évig élt együtt Tilo Werner színésszel. Két gyermeke van.

## Színházi szerepei[2]
- Lindáné (Henrik Ibsen - Gyermek, r.: Ördög Tamás, 2015. március 23.)
- Mária (Nagyvárosok Máriája, r: Rába Roland, Katona-Sufni, 2014)
- Hanna (Lúzer, R: Schilling Árpád, Krétakör, 2014)
- Hotel Lucky Hole r: Mundruczó Kornél, Schauspielhaus, Zürich, 2014)
- Dóra (Dementia, r: Mundruczó Kornél, Proton Színház, 2013)
- Lucy (Szégyen, r.:Mundruczó Kornél - Proton Színház, 2012)
- Sonia (Der Imaginaere Sibirische Zirkus Des Rodion Raskolnikow. R: Kristian Smeds, Munchener Kammerspiele, 2012)
- Zanoni (Nick Carter avagy…, r.:Kárpáti Péter - FÜGE, 2011)
- Váradi Annamária ( Nehéz istennek lenni, r.:Mundruczó Kornél - Proton,2011)
- Jenny Jones (Tom Jones), r:Bezerédi Zoltán, Pesti Színház, 2011)
- Syd ( SYD, r.: Nagy Fruzsina-Láng Annamária, 2010)
- Lili (Kalocsa, r.: Néder Panni - Vígszínház, 2010)
- Ceitel (Hegedűs a háztetőn, r.:Eszenyi Enikő, 2010)
- Annamari (Period, r.: Szőcs Artur - Vígszínház, 2010)
- Ivy ( Augusztus Oklahomában, r.: Eszenyi Enikő -Vígszínház, 2009 )
- Miss Bardo (Transit, r.: Bodó Viktor – Kölni Schauspielhaus, 2009)
- Ivy ( Augusztus Oklahomában, r.: Eszenyi Enikő -Vígszínház, 2009 )
- Miss Bardo (Transit, r.: Bodó Viktor – Kölni Schauspielhaus, 2009)
- Miss Bardo (Transit, r.: Bodó Viktor – Kölni Schauspielhaus, 2009)
- Kínai nő (Made in China  - Krétakör, 2008 )
- Luise (Zsákutca, r.: Magács László – Merlin Színház, 2008 )
- több szerep (PestiEsti r.: Nagy Fruzsina, Láng Annamária, 2007)
- több szerep (Pére Courage, r.: Schilling Á.- Pheraille –Krétakör 2007),
- Gertrudis / Endre (Bánk-bán, r.: Zsótér Sándor, 2007)
- több szerep (Pizzicato, r.: Bodó Viktor, Deutsches Theater, Berlin, 2007.)
- több szerep (Erlebnissministerium, r.: Bodó Viktor, Hebbel Theater, Berlin, 2007)
- Susanne (Előtte-utána, r.: Schilling Árpád, 2006)
- Anitra (Peer Gynt, R: Zsótér Sándor, Krétakör, 2005)
- Karoline (Kasimir és Karoline, r: Wulf Twiehaus) Anitra (Peer Gynt, r.: Zsótér Sándor, 2005)
- LÁNGannamária (FEKETEország, r: Schilling Árpád, 2004)
- Gerda (A Nibelung-lakópark, r: Mundruczó Kornél, 2004)
- Erika (A hideg gyermek, r.: Wulf Twiehaus, 2003)
- Nyina Zarecsnaja (Siráj, r.: Schilling Árpád, 2003);
- Udvarmester (Leonce és Léna, r.: Schilling Árpád, 2002)
- Polícia (Hazámhazám, r.: Schilling Árpád, 2002)
- Abigél (Megszállottak, r.: Schilling Árpád, 2001)
- Marie (W - munkáscirkusz, r.: Schilling Árpád, 2001)
- Julika (Liliom, Ódry Színpad, r.: Schilling Árpád, 2001)
- több szerep (NEXXT, r.: Schilling Árpád. 2000)
- Adela (Bernarda Alba háza, Katona József Színház, r.: Schilling Árpád, 2000)
- Mitzi (Vágy, Thália Stúdió, r.: Ascher Tamás, 1999)
- Sophie Berger (Baal, Katona József Színház, r.: Schilling Árpád, 1998)
- Énekelt Kamondi Ági "Egy örömlány feljegyzései" című estjében (Új Színház, 1998)
- Katalin (I. Erzsébet, Ad Hoc Csoport, r.: Bodó Viktor, 1998)
- Bibike (Szerelem, vagy amit akartok, r.: Schilling Árpád, 1997)
- Hugó, Szende Risza (Kicsi, avagy..., r.: Schilling Árpád, 1996)
- Annamari (Teatro Godot, r.: Schilling Árpád, 1995)

## Filmjei[7]
- Kilakoltatás (magyar film, 2021)
- Hab (magyar film 2020)
- Apám szíve (magyar kisjátekfilm, 2018)
- Nem történt semmi. (magyar kisjátékfilm, 2018)
- Egy nap (magyar film, 2018)
- Szép csendben (magyar film, 2019)
- Külalak színész (magyar kisjátékfilm, 2011)
- Judith Keith színész (magyar kisjátékfilm, 2010)
- Otthon  színész (magyar kisjátékfilm, 2009)
- A Nibelung-lakópark   színész (magyar filmdráma, 2009)
- Nyugalom   színész (magyar filmdráma, 2008)
- Hazámhazám színész (magyar színházi felv., 2007)
- FEKETEország  (TV film) szereplő (magyar színházfilm, 2007)
- Sztornó   színész (magyar játékfilm, 2006)
- Semleges hely  színész (magyar kisjátékfilm, 2006)
- Lora   színész (magyar rom. dráma, 2006)
- Apu színész (magyar rövidfilm, 2006)
- A vírus  színész (magyar kísérleti f., 2005)
- Hazám hazám színész (magyar színházfilm, 2002)
- Nexxt  színész (magyar játékfilm, 2000)
- Citromfej  színész (magyar filmszatíra, 2000)
- Boldog lovak színész (magyar játékfilm, 1996)
- Találd ki magad! (TV-műsor) szereplő ()
- Anton Pavlovics Csehov: Siráj  (TV film) színész (magyar színházi közv.)

## Rendezései[2]
- SYD (2010, Mu-Trafó)
- Made in China (2008, Krétakör)
- PestiEsti – Nagy Fruzsinával (2007, Krétakör-Trafó)
- Aimée és Jaguar-felolvasás (2005, Krétakör)

## Díjai, elismerései
- Diákzsűri különdíja - Julika (Liliom), Országos Stúdiószínház Fesztivál (2001)
- SÚGÓ díja - "Legjobb Harminc Év Alatti Színésznő" - Nyina (Siráj), POSzT (2004)
- "Az Évad Legjobb Színésznője" - Nyina (Siráj), Budapest Főváros díja (2004)
- "Legjobb Női Főszereplő" - Nyina (Siráj), 12. Fiumei Nemzetközi Stúdiószínházi Fesztivál (2005)
- “Márciusi Ifjak” – A Magyar Kormány díja (2008)
- Jászai Mari-díj (2010)
- Hevesi Sándor-díj (2021)[8]